# ليلى دوس
ليلى دوس (بالإنجليزية: Laila Doss)‏ حقوقية مصرية، وُلدت في محافظة أسيوط في يوليو 1917. وهي ابنة توفيق باشا دوس السياسي الشهير، القيادي في حزب الوفد، وشريك سعد زغلول وعضو لجنة الثلاثين التي وضعت دستور 1923، ووزير الزراعة الذي استقال اعتراضًا على سياسات السرايا. ليلى دوس هي مناضلة مُدافعة عن حقوق المرأة وحريتها وحرية المجتمع ككل من فوق كرسيها المتحرك. تقدمت المسيرات النسائية، وهي في سن التسعين، ضد التحرش. وقد عاصرت حراك اجتماعي وثوري وسياسي مصري على مر عصور عدة.
تُعد دوس من رائدات حركة الخدمة الاجتماعية، حيث أسست الجمعية النسائية لتحسين الصحة العامة مع شريفة محرز عام 1936، التي بدأت كجمعية متخصصة لرعاية مرضى السل وأسرهم. وكان للجمعية التي ترأستها ليلى دورًا بارزًا خلال فترات الحروب، أثناء العدوان الثلاثي وحربي 1967 و1973 من ذهاب إلي الأقاليم والتبرع بكسوة وافتتاح مراكز خياطة لكسوة المحاربين. كما كافحت في تعاون مشترك مع جمعية المبرة ضد مرض الكوليرا في أربعينيات القرن الماضي.

## حياتها
وُلدت ليلى دوس في أسيوط في اسرة ميسورة الحال. والتحقت بمدرسة الساكركير لفترة دامت ثلاث سنوات. انتقلت إلي كلية البنات حتى تتلقى تعليما مصريًا لا أجنبيا عام 1938. واستكملت دراستها بالجامعة الأمريكية في سن الخامسة والستين ودرست لمدة عشر سنوات، حيث كان والدها قد رفض مواصلتها لدراستها الجامعية. إلا أنها أصرت على استكمال مسيرتها التعليمية حتى حصلت على الماجستير في الأدب المقارن عام 1981 عن عمر يناهز الخامسة والسبعين. وتُوفيت عام 2015، بعد مسيرة عطاء استمرت لمدة ثمانية وتسعين عامًا.

## نشاطها
بدأ نشاطها الخيري عام 1936 حين قررت هي ومجموعة من النساء تأسيس جمعية من أجل خدمة الأسرة الفقيرة بعد انتشار مرض السل في مصر. لم يلق المشروع تأييدًا في البداية، إلا أنهم نجحن بعد مرور عامين، حيث لاقت الجمعية نجاحًا باهرًا من خلال دعاية إعلامية كبيرة حينها، جذبت تبرعات للجمعية وتوسعت لفروع عدة في شتي أقاليم مصر. وتوسع نشاط الجمعية ليشمل المرحلة التمهيدية والابتدائي والإعدادي والثانوية ودارًا لمسنين، وليضم كذلك مكتب لبحث الحالات والمساعدات والتدريب المهني.

## توثيق حياتها
عقب وفاتها بأسابيع قليلة في 2015، أصدر مركز المحروسة كتاب عشت وشوفت، الذي يحوى مذكرات دوس، التي كتبتها باللغة الإنجليزية، وقامت بترجمتها لميس النقاش، وكتبت التقديم الباحثة ملك رشدي. ويتخلل تاريخ ليلى دوس الشخصي حديثًا عن تاريخ الحركة النسائية، بدءًا من ثورة 1919 حتى ثورة 25 يناير، حيث شاركت فيها بميدان التحرير من فوق كرسى متحرك.